# Фрадков, Пётр Михайлович
Пётр Михайлович Фрадков (род. 7 февраля 1978 года, Москва, РСФСР, СССР) — российский банкир и управленец. Председатель ПАО «Промсвязьбанк» с сентября 2018 года. Председатель Всероссийской федерации лёгкой атлетики с 23 ноября 2024 года.
С февраля 2022 года находится под персональными санкциями ЕС, Великобритании, США, Канады, Швейцарии, Австралии, Японии, Украины, Новой Зеландии.

## Биография
Родился 7 февраля 1978 года в Москве. Отец — Михаил Ефимович Фрадков (род. 1950), директор Службы внешней разведки Российской Федерации (2007—2016), Председатель Правительства Российской Федерации (2004—2007). Мать — Елена Олеговна, по образованию экономист. Младший брат Павел Фрадков (род. 1981) — заместитель министра обороны Российской Федерации с 2024 года.
Окончил Московский государственный институт международных отношений по специальности «мировая экономика» (2000 год), Кингстонскую школу бизнеса (Лондон, 2007 год), Академию народного хозяйства при Правительстве Российской Федерации (2007 год).
Кандидат экономических наук с 2006 года, тема диссертации — «Стратегические направления интеграции экономики России в мировое хозяйство».
В 2000—2004 гг. — эксперт 1 категории, заместитель Представителя Внешэкономбанка в Соединенных Штатах Америки, начальник отдела Внешэкономбанка СССР. В 2004—2005 гг. — заместитель генерального директора ОАО «Дальневосточное морское пароходство».
В 2005—2007 гг. — заместитель директора дирекции — директор департамента, Первый заместитель директора дирекции Внешэкономбанка СССР (с 08.06.2007 г. — государственная корпорация «Банк развития и внешнеэкономической деятельности (Внешэкономбанк)»). С января 2006 года работает директором департамента структурного финансирования «ВЭБа», также занимает должность председателя правления и генерального директора ОА «Эксар».
С февраля 2006 года — заместитель директора дирекции Внешэкономбанка.
С июня 2007 года — член Правления — заместитель Председателя Государственной корпорации «Банк развития и внешнеэкономической деятельности (Внешэкономбанк)».
В 2007 году вошёл в совет директоров дочерней компании «Аэрофлота» — ОАО «Терминал», созданной для строительства третьего терминала аэропорта «Шереметьево».
С 2011 года — директор ОАО «Российское агентство по страхованию экспортных кредитов и инвестиций».
В январе 2015 назначен первым заместителем Председателя — членом Правления Внешэкономбанка.
В 2015 году занимает должность генерального директора АО «Российский экспортный центр» по совместительству.
В июне 2016 покинул правление ВЭБа, оставшись генеральным директором АО «Российский экспортный центр».

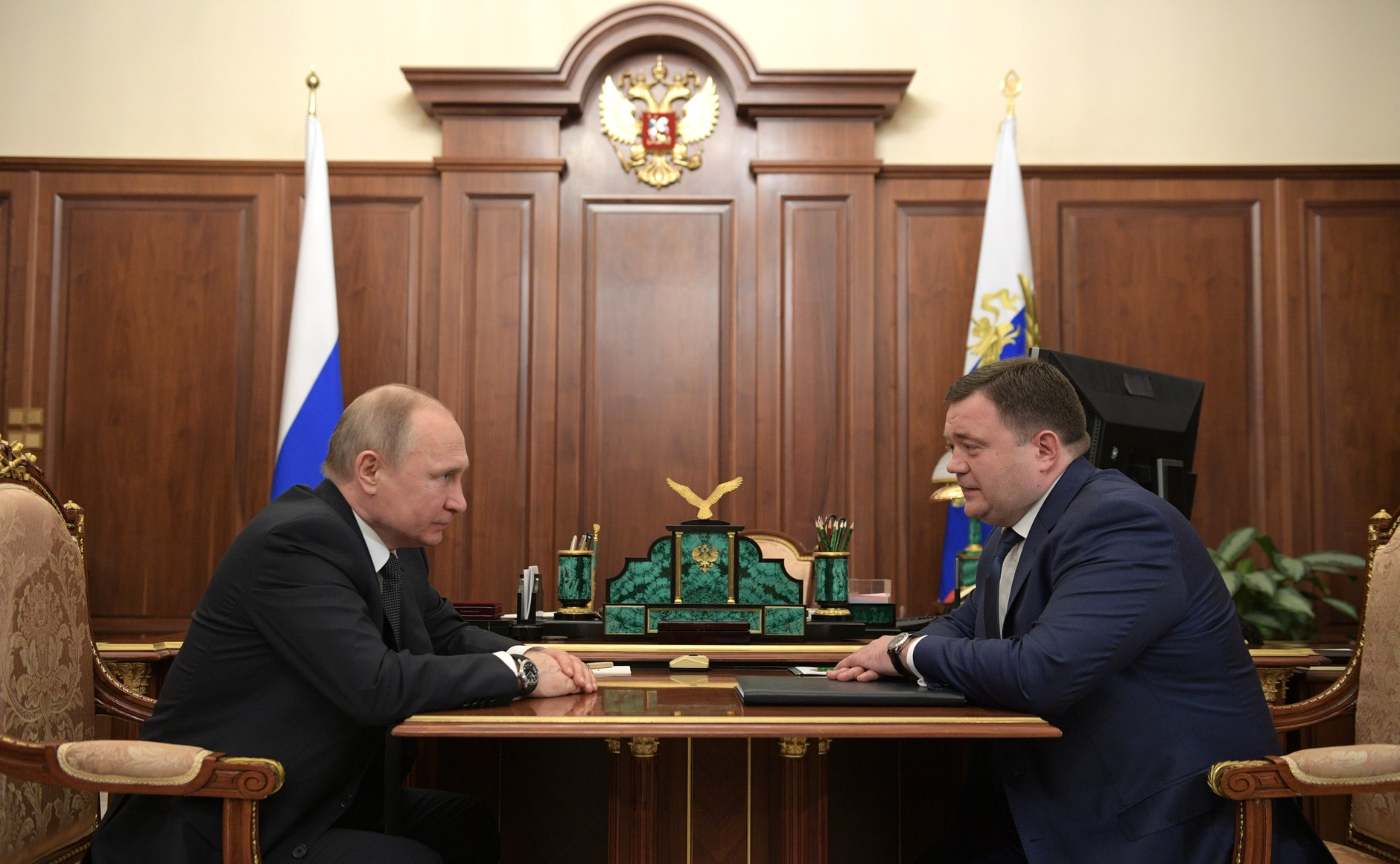
Встреча с Президентом России Владимиром Путиным. 7 мая 2019 года

В январе 2018 года было объявлено, что Пётр Фрадков возглавит обновлённый Промсвязьбанк, основной специализацией которого является проведение операций по гособоронзаказу и крупным госконтрактам.
24 апреля 2018 года назначен руководителем временной администрации ПАО «Промсвязьбанк», 6 сентября 2018 года избран председателем ПАО «Промсвязьбанк».
В ноябре 2020 года Председатель ПАО «Промсвязьбанк» Петр Фрадков был включен в состав Бюро ООО «СоюзМаш России». Он является членом Бюро Центрального Совета ООО «СоюзМаш России», куратором Чувашского Регионального отделения ООО «СоюзМаш России». С 9 апреля 2021 года — глава Экспертного совета по развитию финансовых инструментов и нефинансовых мер поддержки предприятий оборонно-промышленного комплекса при Комиссии Государственной Думы по правовому обеспечению развития организаций ОПК РФ. 16 марта 2022 года избран заместителем председателя Союза машиностроителей России.
Является профессором кафедры международного бизнеса факультета мировой экономики и мировой политики Национального исследовательского университета «Высшая школа экономики».
23 ноября 2024 года избран президентом Всероссийской федерации лёгкой атлетики.

## Санкции
В феврале 2022 года, после признания Россией независимости ДНР и ЛНР, США ввели персональные санкции против детей высших российских чиновников, в том числе против Фрадкова. Санкции предусматривали блокировку собственности, которой Фрадков владеет напрямую или через иных лиц, и блокировку деятельности организаций, прямо или косвенно принадлежащих Фрадкову на 50 % и более. Минфин США предупредил, что санкции могут быть распространены на участников сделок с Фрадковым. Аналогичные санкции против Фрадкова ввёл Евросоюз, из-за вторжения России на Украину.
С 24 февраля 2022 года находится под санкциями Великобритании. С 24 февраля 2022 года находится под санкциями Канады. С 4 марта 2022 года находится под санкциями Швейцарии. С 26 февраля 2022 года находится под санкциями Австралии. С 3 марта 2022 года находится под санкциями Японии. С 5 апреля 2022 года находится под санкциями Новой Зеландии.

## Награды
- Благодарность Правительства Российской Федерации (2008) — за заслуги в развитии финансово-банковской системы
- Благодарность Правительства Российской Федерации (2013) — за большой вклад в разработку дорожных карт национальной предпринимательской инициативы и создание благоприятного инвестиционного климата в Российской Федерации
- Медаль ордена «За заслуги перед Отечеством» II степени (10 октября 2015) — за большой вклад в развитие финансово-банковской системы Российской Федерации[18]
- Благодарность Президента Российской Федерации (2018) — за вклад в подготовку и проведение общественно значимых мероприятий всероссийского уровня
- Медаль Министерства Обороны РФ «За укрепление боевого содружества» (2019)
- Орден Дружбы (2020)[19]
- Юбилейная медаль «100 лет Центральному спортивному клубу Армии» (15 августа 2023) — за особые заслуги и содействие в решении задач, возложенных на ЦСКА[20]
- Знак отличия «За служение Омской области» I степени (30 сентября 2024)— за выдающиеся достижения в строительстве значимых для Омской области спортивных объектов

## Семья
- Женат, имеет троих детей (дочь (род. 2005)и ещё двое). Жена — Виктория Игоревна Фрадкова, преподаватель кафедры международных отношений и внешней политики России МГИМО (У) МИД России, а также ДА МИД РФ.[21].

## Труды
- Фрадков П. М. Системные условия присоединения России к ВТО: баланс потерь и приобретений // Инвестиции в России, 2003. № 10
- Фрадков П. М. Геоэкономический ресурс России и проблемы его реализации // National Export Today, 2005. № 4
- Фрадков П. М. Повышение конкурентного потенциала аграрного производства России // АПК: Экономика, управление, 2006. № 8
- Fradkov P. M. VEB sets up ECA prototype // Global Trade Review, 2008. C. 25 (англ.)
- Фрадков П. М. Оптимистическое предложение // Эксперт, 2008. № 47. C. 64—66
- Фрадков П. М. Единой системы поддержки и стимулирования экспорта в России в настоящий момент не существует // Энергия промышленного роста, 2009
- Фрадков П. М. Оптимистическое предложение // Эксперт, 2009. № 12